# Lady (Hear Me Tonight)
Pour les articles homonymes, voir Lady (homonymie).
Singles de Modjo
Chillin
(2000)
Lady (Hear Me Tonight) est la première chanson du groupe de French touch Modjo sortie le 4 septembre 2000. La chanson a été remaniée et produite par le chanteur Yann Destagnol et par Romain Tranchart. La chanson reprend un sample de Soup for One, une chanson du groupe de disco Chic, écrite par Nile Rodgers et Bernard Edwards.
Le single entre directement à la première place au Royaume-Uni et reste durant deux semaines. Lady (Hear Me Tonight) devient le 16e titre le plus vendu pour l'année 2000. La chanson atteint le top 10 dans plus de trente pays ; aux États-Unis, le single se classe numéro un du Hot Dance Club Songs.
Le single inclut la version originale du titre ainsi qu'une version acoustique, interprétée par Modjo. Il existe plusieurs versions remixées par Harry Romero, Roy Davis Jr. et Danny Tenaglia.

## Liste des pistes
1. Lady (Hear Me Tonight) (Original Mix)
2. Lady (Hear Me Tonight) (Harry 'Choo Choo' Romero's Titanium Dub)
3. Lady (Hear Me Tonight) (Roy's Universal Soldiers Mix)
4. Lady (Acoustic)

CD1
1. Lady (Hear Me Tonight) (radio edit)
2. Lady (Hear Me Tonight) (album version)
3. Lady (Hear Me Tonight) (Roy's Universal Soldiers Mix)
4. Lady (Hear Me Tonight) (Roy's Universal Radio Mix)

CD2
1. Lady (Hear Me Tonight) (radio edit)
2. Lady (Hear Me Tonight)
3. Rollercoaster (Avid Rovers Mix)
4. Lady (Hear Me Tonight) (Remix)

## Clip vidéo
Le clip a été réalisé par François Nemeta en juin 2000 et filmé au Québec, Canada,.

## Classements

### Classement hebdomadaire
| Classement (2000–2001)                  | Meilleure position |
| --------------------------------------- | ------------------ |
| Australie (ARIA)                        | 10                 |
| Autriche (Ö3 Austria Top 40)            | 8                  |
| Belgique (Flandre Ultratop 50 Singles)  | 5                  |
| Belgique (Wallonie Ultratop 50 Singles) | 7                  |
| Danemark (Tracklisten)                  | 3                  |
| France (SNEP)                           | 7                  |
| Allemagne (Media Control AG)            | 2                  |
| Irlande (IRMA)                          | 1                  |
| Italie (FIMI)                           | 2                  |
| Pays-Bas (Single Top 100)               | 4                  |
| Nouvelle-Zélande (RMNZ)                 | 5                  |
| Norvège (VG-lista)                      | 3                  |
| Suède (Sverigetopplistan)               | 8                  |
| Suisse (Schweizer Hitparade)            | 1                  |
| Royaume-Uni (UK Singles Chart)          | 1                  |
| États-Unis (Hot 100)                    | 81                 |
| États-Unis (Dance Club Songs)           | 1                  |

## Réutilisation
Au cinéma, le titre est utilisé par Ruben Östlund dans Sans filtre, Palme d'or en 2022.
Le morceau a été samplé par Hamza dans Nocif en collaboration avec Damso, sorti sur l'album Sincèrement en 2023.